# Дискографія Тома Вейтса
Дискографія Тома Вейтса (англ. Tom Waits), музиканта, який грає в жанрах блюзу, джазу і експериментального року, складається з 16 студійних альбомів, 3 концертних альбомів, 7 збірок, 24 синглів, 12 відеокліпів і 2 саундтреків.
Перші сім альбомів (6 студійних, 1 умовно концертний) були видані лейблом Asylum Records і виконані в жанрах джазу і блюзу з невеликим вкрапленням фолку. Переважають такі інструменти, як фортепіано, саксофон і акустична гітара. Тексти пісень здебільшого написані від першої особи, в багатьох є посилання на місця, в яких жив і працював Вейтс.
Далі йде музична трилогія в жанрі експериментального року, яка вийшла на лейблі Island Records. Підбір інструментів включає акордеон, контрабас, тромбон, банджо, волинку, орган, маримбу, скрипку Штроха та інші. На Island Records вийшов студійний альбом Bone Machine, на якому домінують ударні та електрогітара, другий концертний альбом Big Time і The Black Rider, що складається з пісень до п'єси.
Останні альбоми, серед яких 6 студійних і 1 концертний, вийшли на лейблі ANTI - Records. Два альбоми: Blood Money і Alice — містять пісні з театральних п'єс. Orphans: Brawlers, Bawlers & Bastards складається з трьох дисків, що включають рідкісний і новий матеріал. Жанри варіюються.
Три альбоми Вейтса: The Heart of Saturday Night, Rain Dogs і Mule Variations — потрапили до списку «500 найкращих альбомів усіх часів за версією журналу Rolling Stone», посівши 339-те, 399-те та 416-те місця відповідно. Два альбоми: Bone Machine і Mule Variations — отримали премію «Греммі».
Серед збірників Тома окремої уваги заслуговує The Early Years, що складається з двох частин і містить ранні версії пісень з перших двох студійних альбомів. Вейтсу також присвячено понад 20 триб'ют-альбомів, серед яких найвідоміші Step Right Up: The Songs of Tom Waits 1995 року, New Coat of Paint: Songs of Tom Waits 2000 року і Grapefruit Moon: The Songs of Tom Waits 2008 року.

## Студійні альбоми
| 1973                                                                          | Closing Time - Вихід: березень 1973 року - Лейбл: Asylum Records - Формати: LP, CD                                     | —  | —  | — | —  | —  | — | —  | 29 | —  | —  | —  | —  | —  | —   | —  | —  | —  | —  | 123 | GB: Золотий              |
| 1974                                                                          | The Heart of Saturday Night - Вихід: жовтень 1974 року - Лейбл: Asylum Records - Формати: LP, CD                       | —  | —  | — | —  | —  | — | —  | —  | —  | —  | —  | —  | —  | —   | —  | —  | —  | —  | 141 | GB: Золотий              |
| 1976                                                                          | Small Change - Вихід: вересень 1976 року - Лейбл: Asylum Records - Формати: LP, CD                                     | —  | —  | — | —  | —  | — | —  | —  | —  | —  | —  | —  | —  | 89  | —  | —  | —  | —  | 133 | AU: Золотий GB: Срібний  |
| 1977                                                                          | Foreign Affairs - Вихід: вересень 1977 року - Лейбл: Asylum Records - Формати: LP, CD, CS                              | —  | —  | — | —  | —  | — | —  | —  | —  | —  | —  | —  | —  | 113 | —  | —  | —  | —  | 210 |                          |
| 1978                                                                          | Blue Valentine - Вихід: вересень 1978 року - Лейбл: Asylum Records - Формати: LP, CD, CS                               | —  | —  | — | —  | —  | — | —  | —  | —  | —  | —  | —  | —  | 181 | —  | —  | —  | —  | 222 | GB: Золотий              |
| 1980                                                                          | Heartattack and Vine - Вихід: вересень 1980 року - Лейбл: Asylum Records - Формати: LP, CD, CS                         | —  | —  | — | —  | —  | — | —  | 81 | —  | —  | —  | —  | —  | 96  | —  | —  | —  | —  | 227 |                          |
| 1983                                                                          | Swordfishtrombones - Вихід: вересень 1983 року - Лейбл: Island Records - Формати: LP, CD, CS                           | —  | —  | — | 62 | —  | — | —  | —  | —  | 48 | 45 | 18 | —  | 167 | —  | —  | —  | —  | —   |                          |
| 1985                                                                          | Rain Dogs - Вихід: 30 вересня 1985 року - Лейбл: Island Records - Формати: LP, CD, CS                                  | —  | 26 | — | 29 | —  | — | —  | —  | 90 | 23 | 17 | 12 | —  | 181 | —  | —  | —  | 5  | —   | CA: Золотий              |
| 1987                                                                          | Franks Wild Years - Вихід: 17 серпня 1987 року - Лейбл: Island Records - Формати: LP, CD, CS                           | —  | 24 | — | 20 | 49 | — | —  | —  | 35 | 21 | 42 | 13 | —  | 115 | —  | —  | 14 | 17 | —   | CA: Золотий              |
| 1992                                                                          | Bone Machine - Вихід: 8 вересня 1992 року - Лейбл: Island Records - Формати: LP, CD, CS                                | 41 | 22 | — | —  | 42 | — | —  | —  | 48 | 31 | 36 | 15 | —  | 176 | —  | —  | 21 | 38 | 92  |                          |
| 1993                                                                          | The Black Rider - Вихід: 2 листопада 1993 року - Лейбл: Island Records - Формати: LP, CD                               | —  | —  | — | 47 | —  | — | —  | —  | 60 | 68 | —  | —  | —  | 130 | —  | —  | —  | —  | —   |                          |
| 1999                                                                          | Mule Variations - Вихід: 16 квітня 1999 року - Лейбл: ANTI- Records - Формати: LP, CD, CS, MD                          | 13 | 7  | 2 | 9  | 4  | — | —  | —  | 17 | 12 | 36 | 1  | —  | 30  | 11 | 22 | 7  | 7  | 35  | CA: Золотий              |
| 2002                                                                          | Blood Money (альбом Тома Вейтса)Blood Money - Вихід: 4 травня 2002 року - Лейбл: ANTI- Records - Формати: LP, CD       | 25 | 5  | 8 | 21 | 9  | 2 | —  | 4  | —  | 21 | —  | 4  | —  | 32  | 35 | 36 | 25 | 12 | —   |                          |
| 2002                                                                          | Alice - Вихід: 4 травня 2002 року - Лейбл: ANTI- Records - Формати: LP, CD                                             | 26 | 3  | 7 | 20 | 10 | 3 | —  | 5  | —  | 16 | 48 | 3  | —  | 33  | 27 | 27 | 24 | 13 | —   |                          |
| 2004                                                                          | Real Gone - Вихід: 3 жовтня 2004 року - Лейбл: ANTI- Records - Формати: 2×LP, CD                                       | 27 | 11 | 7 | 16 | 19 | 5 | —  | 9  | —  | 10 | —  | 2  | 8  | 28  | 23 | 39 | 16 | 9  | 121 |                          |
| 2006                                                                          | Orphans: Brawlers, Bawlers & Bastards - Вихід: 20 листопада 2006 року - Лейбл: ANTI- Records - Формати: 7×LP, 3×CD, ЦД | —  | 15 | 4 | 49 | 26 | 5 | 32 | 25 | —  | 5  | —  | 4  | 17 | 74  | 18 | 46 | 22 | 6  | 99  | CA: Золотий США: Золотий |
| 2011                                                                          | Bad as Me - Вихід: 21 жовтня 2011 року - Лейбл: ANTI- Records - Формати: LP, CD, ЦД                                    | 11 | 5  | 4 | 10 | 7  | 3 | 9  | 5  | 6  | 3  | 14 | 1  | 6  | 6   | 12 | 28 | 3  | 4  | 39  |                          |
| Знак «—» означає, що альбом не потрапив до чарту або не виходив у цій країні. | |    |    |   |    |    |   |    |    |    |    |    |    |    |     |    |    |    |    |     |                          |

## Концертні альбоми
| 1975                                                                          | Nighthawks at the Diner - Вихід: жовтень 1975 року - Лейбл: Asylum Records - Формати: 2×LP, CD, CS     | —  | —  | —  | —  | —  | —  | —  | —  | — | 164 | —  | —  | —  | 187 | GB: Срібний |
| 1988                                                                          | Big Time - Вихід: вересень 1988 року - Лейбл: Island Records - Формати: LP, CD, CS                     | —  | —  | 84 | —  | —  | —  | 70 | —  | — | 152 | —  | —  | 36 | —   |             |
| 2009                                                                          | Glitter and Doom Live - Вихід: 23 листопада 2009 року - Лейбл: ANTI- Records - Формати: 2×LP, 2×CD, ЦД | 30 | 29 | —  | 61 | 53 | 44 | —  | 36 | 5 | 63  | 91 | 47 | 46 | 147 |             |
| Знак «—» означає, що альбом не потрапив до чарту або не виходив у цій країні. | |    |    |    |    |    |    |    |    |   |     |    |    |    |     |             |

## Збірки
| 1981                                                                          | Bounced Checks - Вихід: 1981 год - Лейбл: Asylum Records - Формати: LP, CS                         | —  | —  | 24 | —  | —   |             |
| 1984                                                                          | Anthology of Tom Waits - Вихід: 1984 год - Лейбл: Asylum Records - Формати: LP, CS                 | —  | —  | —  | —  | —   |             |
| 1986                                                                          | The Asylum Years - Вихід: 1986 год - Лейбл: Asylum Records - Формати: LP, CD                       | —  | —  | —  | 40 | —   | GB: Срібний |
| 1991                                                                          | The Early Years. Volume One - Вихід: 16 липня 1991 року - Лейбл: Bizarre Records - Формати: LP, CD | —  | —  | —  | —  | —   |             |
| 1993                                                                          | The Early Years. Volume Two - Вихід: лютий 1993 року - Лейбл: Bizarre Records - Формати: LP, CD    | —  | —  | —  | —  | 95  |             |
| 1998                                                                          | The Island Years - Вихід: червень 1998 року - Лейбл: Island Records - Формати: CD                  | —  | 63 | —  | 18 | —   |             |
| 2001                                                                          | Used Songs 1973-1980 - Вихід: 16 жовтня 2001 року - Лейбл: Rhino Entertainment - Формати: CD       | 63 | —  | —  | 18 | 193 |             |
| Знак «—» означає, що альбом не потрапив до чарту або не виходив у цій країні. | |    |    |    |    |     |             |

## Сингли
| Рік  | Сингл                                       | Альбом                                |
| ---- | ------------------------------------------- | ------------------------------------- |
| 1973 | «Ol’ 55»                                    | Closing Time                          |
| 1974 | «Blue Skies»                                | неальбомний сингл                     |
| 1974 | «Diamonds on My Windshield»                 | The Heart of Saturday Night           |
| 1975 | «New Coat of Paint»                         | The Heart of Saturday Night           |
| 1975 | «(Looking for) The Heart of Saturday Night» | The Heart of Saturday Night           |
| 1976 | «Step Right Up»                             | Small Change                          |
| 1979 | «Somewhere»                                 | Blue Valentine                        |
| 1980 | «Jersey Girl»                               | Heartattack and Vine                  |
| 1983 | «In the Neighborhood»                       | Swordfishtrombones                    |
| 1985 | «Downtown Train»                            | Rain Dogs                             |
| 1987 | «Hang On St. Christopher»                   | Franks Wild Years                     |
| 1988 | «16 Shells from a Thirty-Ought-Six» (live)  | Big Time                              |
| 1992 | «Goin' Out West»                            | Bone Machine                          |
| 1993 | «Heartattack and Vine»                      | Heartattack and Vine                  |
| 1993 | «I’ll Shoot the Moon»                       | The Black Rider                       |
| 1999 | «Hold On»                                   | Mule Variations                       |
| 2002 | «Alice»                                     | Alice                                 |
| 2002 | «God’s Away on Business»                    | Blood Money                           |
| 2004 | «How It’s Gonna End»                        | Real Gone                             |
| 2004 | «Make it Rain»                              | Real Gone                             |
| 2006 | «Lie to Me»                                 | Orphans: Brawlers, Bawlers & Bastards |
| 2011 | «Bad as Me»                                 | Bad as Me                             |
| 2011 | «Back in the Crowd»                         | Bad as Me                             |

Примітка
- Сингл «Bad as Me» посів 50-те місце в чарті Франції[34].
- Сингл «Back in the Crowd» посів 73-тє місце в бельгійському чарті для регіону Фландрія[35].

## Відеоальбоми
| Рік  | Назва                                                              |
| ---- | ------------------------------------------------------------------ |
| 2006 | Burma Shave * - Лейбл: Alpha Centauri Entertainment - Формати: DVD |

- Легальність цього видання сумнівна.

## Відеокліпи
| Рік  | Відео                    | Режисер            |
| ---- | ------------------------ | ------------------ |
| 1983 | «In the Neighborhood»    | Гаскелл Векслер    |
| 1985 | «Downtown Train»         | Жан-Батист Мондіно |
| 1987 | «Blow Wind Blow»         | Кріс Блум          |
| 1987 | «Temptation»             | Бетсі Бромберг     |
| 1992 | «Goin' Out West»         | Джессі Ділан       |
| 1992 | «I Don’t Wanna Grow Up»  | Джим Джармуш       |
| 1999 | «Hold On»                | Метт Махурін       |
| 2002 | «God’s Away on Business» | Джессі Ділан       |
| 2004 | «Top of the Hill»        | Кріс Блум          |
| 2006 | «Lie to Me»              | Денні Клінч        |
| 2011 | «Satisfied»              | Джессі Ділан       |
| 2012 | «Hell Broke Luce»        | Метт Махурін       |

## Промовидання
| Рік  | Назва                                                                     | Коментар |
| ---- | ------------------------------------------------------------------------- | --- |
| 1983 | A Conversation With Tom Waits - Лейбл: Island Records - Формати: LP       | Демонстраційна версія альбому Swordfishtrombones. Вейтс виконує всі пісні з альбому, передуючи кожній історією.       |
| 1985 | Down By Law - Лейбл: Island Records - Формати: LP                         | Дві пісні з альбому Rain Dogs, які прозвучали у фільму Джима Джармуша «Поза законом». Видання з метою реклами фільму. |
| 1985 | Tom Waits - Лейбл: Island Records - Формати: LP                           | Три пісні з альбому Rain Dogs на одному боці й понад 10 хвилин інтерв'ю на іншому.                                    |
| 1992 | Selections From «Night On Earth» - Лейбл: Island Records - Формати: LP    | Вибіркові треки з саундтреку до фільму Джима Джармуша «Ніч на Землі». Видання з метою реклами фільму.                 |
| 1992 | Bone Machine: The Operator’s Manual - Лейбл: Island Records - Формати: CD | Диск, який супроводжує альбом Bone Machine. Містить уривки пісень та коментарії Вейтса до запису.                     |
| 1999 | Mule Conversations - Лейбл: ANTI- Records - Формати: CD                   | Диск, який супроводжує альбом Mule Variations. Включає 6 пісень з альбому і понад 30 хвилин інтерв'ю.                 |
| 2002 | We’re All Mad Here - Лейбл: ANTI- Records - Формати: CD                   | Диск, який супроводжує альбом Blood Money и Alice. Включає 5 пісень з кожного альбому і понад 40 хвилин інтерв'ю.     |

## Демозаписи
| Рік | Назва                      | Коментар |
| --- | -------------------------- | --- |
| ?   | Alice (The Original Demos) | Демоверсія альбому Alice, яка з'явилася за багато років до його офіційного виходу (точна дата невідома). На думку самого Вейтса, чорнові записи знайдено в розбитому автомобілі. який він покинув 1992 року. |

## Саундтреки
| Рік  | Альбом                                                                                  | Фільм                                                                       |
| ---- | --------------------------------------------------------------------------------------- | --------------------------------------------------------------------------- |
| 1982 | One from the Heart - Вихід: лютий 1982 року - Лейбл: Columbia Records - Формати: LP, CD | «Від усього серця» режисера Френсіса Форда Копполи (спільно з Крістал Гейл) |
| 1992 | Night on Earth - Вихід: 7 квітня 1992 року - Лейбл: Island Records - Формати: LP, CD    | «Ніч на Землі» режисера Джима Джармуша                                      |

### Окремі пісні до саундтреків
| Рік  | Фільм                   | Пісня                                                                |
| ---- | ----------------------- | -------------------------------------------------------------------- |
| 1978 | «Райська алея»          | «(Meet Me In) Paradise Alley», «Annie’s Back In Town»                |
| 1989 | «Море кохання»          | «Sea of Love»                                                        |
| 1995 | «12 мавп»               | «Earth Died Screaming»                                               |
| 1996 | «Мрець іде»             | «Fall of Troy», «Walk Away»                                          |
| 1996 | «Баскія»                | «Tom Traubert’s Blues (Four Sheets To The Wind In Copenhagen)»       |
| 1997 | «Кінець насильства»     | «Little Drop Of Poison»                                              |
| 2000 | «Поллок»                | «The World Keeps Turning»                                            |
| 2000 | «Супершпигун»           | «More Than Rain»                                                     |
| 2000 | «Зберігаючи віру»       | «Please Call Me Baby»                                                |
| 2001 | «Велике погане кохання» | «Long Way Home», «Jayne’s Blue Wish»                                 |
| 2004 | «Кава та сигарети»      | «Saw Sage»                                                           |
| 2005 | «Тигр і сніг»           | «You Can Never Hold Back Spring», «Wedding Spring», «Sarongi Spring» |
| 2005 | «Морпіхи»               | «Soldier’s Things»                                                   |

До списку внесено пісні, що увійшли в офіційні саундтреки до фільмів.
 Повний список пісень, які звучали в кінокартинах, можна побачити тут [Архівовано 25 листопада 2010 у Wayback Machine.].

## Інші появи

### Альбоми інших музикантів
| Рік  | Альбом                                | Коментар |
| ---- | ------------------------------------- | --- |
| 1986 | Dirty Work                            | Студійний альбом The Rolling Stones, виконує бек-вокал у «Harlem Shuffle»                                                          |
| 1991 | Sailing the Seas of Cheese            | Студійний альбом Primus, виконує вокал персонажа Tommy the Cat                                                                     |
| 1993 | Jesus' Blood Never Failed Me Yet      | 74-хвилинна композиція Гевіна Браєрса, розбита на 6 треків; гостьовий вокаліст                                                     |
| 1993 | Mississippi Lad                       | Студійний альбом Тедді Едвардса, гостьовий вокал у «Little Man» і «I’m Not Your Fool Anymore»                                      |
| 1997 | All for Nothing / Nothing for All     | Компіляція The Replacements, виконує бек-вокал у «Date to Church»                                                                  |
| 1999 | Antipop                               | Студійний альбом Primus, виконує бек-вокал і грає на мелотроні в «Coattails of a Deadman»                                          |
| 2000 | Beatin' the Heat                      | Студійний альбом Дена Гікса, виконує «I’ll Tell Why That Is» (альбом також містить кавер його пісні «The Piano Has Been Drinking») |
| 2001 | It’s a Wonderful Life                 | Студійний альбом Sparklehorse, гостьовий вокал у «Dog Door»                                                                        |
| 2004 | The Ride                              | Студійний альбом Los Lobos, гостьовий вокал у «Kitate»                                                                             |
| 2005 | Blinking Lights and other Revelations | Студійний альбом Eels, кричить у пісні «Going Fetal»                                                                               |
| 2006 | They Can’t All Be Zingers             | Студійний альбом Primus, виконує вокал персонажа Tommy the Cat; також бек-вокал і мелотрон у «Coattails of a Dead Man»             |
| 2009 | The Spirit of Apollo                  | Студійний альбом N.A.S.A., гостьовий вокал у «Spacious Thoughts»                                                                   |
| 2011 | Ghost to a Ghost / Gutter Town        | Студійний альбом Генка Вільямса III, гостьовий вокал у «Ghost to a Ghost» і «Fadin' Moon»                                          |

### Присвячення іншим музикантам
| Рік  | Альбом                                                    | Коментар                                                                                  |
| ---- | --------------------------------------------------------- | ----------------------------------------------------------------------------------------- |
| 1985 | Lost in the Stars: The Music of Kurt Weill                | Триб'ют-альбом Курту Вайлю, виконує «What Keeps Mankind Alive?»                           |
| 1998 | Pearls In The Snow — The Songs Of Kinky Friedman          | Триб'ют-альбом Кінкі Фрідману, виконує «Highway Cafe»                                     |
| 1999 | More Oar: A Tribute to the Skip Spence Album              | Триб'ют-альбом Александеру «Скіпу» Спенсу, виконує «Books Of Moses»                       |
| 2003 | We're a Happy Family: A Tribute to Ramones                | Триб'ют-альбом гурту Ramones, виконує «The Return of Jackie and Judy»                     |
| 2008 | Grapefruit Moon: The Songs of Tom Waits                   | виконує власну «Walk Away» дуетом з Саутсайд Джонні і LaBamba’s Big Band                  |
| 2016 | God Don’t Never Change: The Songs of Blind Willie Johnson | Триб'ют-альбом Сліпому Вілли Джонсону, виконує «The Soul of a Man» і «John the Revelator» |

### Благочинні і немузичні збірки
| Рік  | Альбом                         | Коментар                                                                                                   |
| ---- | ------------------------------ | --- |
| 1987 | Smack My Crack                 | Немузична збірка, виконує монолог про автомобілі «The Pontiac»                                             |
| 1989 | SOS United                     | Благодійна збірка для збору коштів на допомогу дитячим селам SOS, виконує «Silent Night»                   |
| 1990 | Red Hot + Blue                 | Благодійна збірка для збору коштів на дослідження по боротьбі зі СНІДом, виконує «It’s All Right With Me»  |
| 1993 | Born to Choose                 | Благодійний збірник для збору коштів на боротьбу зі зґвалтуванням жінок, виконує «Filipino Box Spring Hog» |
| 1999 | Jack Kerouac Reads On the Road | Немузична збірка, виконує уривок з роману Джека Керуака «У дорозі»                                         |
| 2002 | For the Kids                   | Благодійна збірка для збору коштів на допомогу дитячим фондам, виконує «Bend Down the Branches»            |